# 贝克隆德变换
贝克隆德变换是两个非线性偏微分方程之间的一对变换关系。
两个非线性偏微分方程
{\displaystyle F_{1}(u,x,t,u_{x},u_{t},u_{xx},u_{tt},u_{xt},u_{tt})=0,}
{\displaystyle F_{2}(w,\xi ,\eta ,w_{\xi },w_{\eta },w_{\xi },w_{\xi \xi },w_{\xi \eta },w_{\eta \eta })=0}
之间的贝克隆德变换，指的是这样一对关系
{\displaystyle \phi _{1}(u,x,t,u_{x},u_{t},w,\xi ,\eta ,w_{\xi },w_{\eta })=0,}
{\displaystyle \phi _{2}(u,x,t,u_{x},u_{t},w,\xi ,\eta ,w_{\xi },w_{\eta })=0.}
贝克隆德变换是求非线性偏微分方程精确解的一种重要的变换。
1876年瑞典数学家贝克隆德发现正弦-戈尔登方程的不同解u、v
{\displaystyle u_{xt}=\sin u.\,}
{\displaystyle v_{xt}=\sin v.\,}
之间有如下关系：
{\displaystyle {\begin{aligned}v_{x}&=u_{x}-2\beta \sin {\Bigl (}{\frac {u+v}{2}}{\Bigr )}\\v_{t}&=-u_{t}+{\frac {2}{\beta }}\sin {\Bigl (}{\frac {v-u}{2}}{\Bigr )}\end{aligned}}\,\!}
这就是正弦-戈尔登方程的贝克隆德自变换。
将贝克隆德自变换第一式对t取微商，二式对x微商：
{\displaystyle bt1:=(1/2)*u_{xt}-(1/2)*v_{xt}=\beta *cos((1/2)*u+(1/2)*v)*((1/2)*u_{t}+(1/2)*v_{t})}
{\displaystyle bt2:=(1/2)*u_{xt}+(1/2)*v_{xt}=cos((1/2)*u-(1/2)*v)*((1/2)*u_{x}+(1/2)*v_{x})/\beta }
消除v即得{\displaystyle u_{xt}=\sin u.\,}；
消除u项即得
{\displaystyle v_{xt}=\sin v.\,}
贝克隆德变换常用于求正弦-戈尔登方程、高维广义Burger I型方程、高维广义Burger II型方程的精确解：

## 解正弦-戈尔登方程

Sine-gordon kink2d

Sine-gordon 3D animation1

Sine-gordon 3D animation2

利用正弦-戈尔登方程的自贝克隆德变换解正弦-戈尔登方程：
由贝克隆德自变换{\displaystyle v_{x}=u_{x}-2\beta \sin({\frac {u+v}{2}})}令v=0，得
{\displaystyle u_{x}=2\beta \sin {\Bigl (}{\frac {u}{2}}{\Bigr )}}，显然
{\displaystyle 2*\beta =u[x]/sin((1/2)*u)}，两边对x积分，得：
{\displaystyle 2*\beta *x=2*ln(csc((1/2)*u)-cot((1/2)*u))}
对贝克隆德自变换第二式作同样运算得：
{\displaystyle 2*t/\beta =2*ln(csc((1/2)*u)-cot((1/2)*u))}
经过三角函数运算，二式简化为
{\displaystyle 2\beta *x=2*ln(tan(u/4))}
{\displaystyle 2t/\beta =2*ln(tan(u/4))}
二式相加得：
{\displaystyle 2*beta*x+2*t/beta=4*ln(tan((1/4)*u))}，
分离u得正弦-戈尔登方程的一个解析解：
{\displaystyle u(x,t)=4*arctan(e^{\frac {\beta ^{2}*x+t}{2\beta }})}
又从{\displaystyle 2*t/\beta =2*ln(csc((1/2)*u)-cot((1/2)*u))}
直接接求u得另外两个解析解：
{\displaystyle u(x,t)=2*arctan(2*exp((1/2)*(\beta ^{2}*x+t)/\beta )/(1+(exp((1/2)*(\beta ^{2}*x+t)/\beta ))^{2}))}
{\displaystyle u(x,t)=-2*arctan(((exp((1/2)*(\beta ^{2}*x+t)/\beta ))^{2}-1)/(1+(exp((1/2)*(\beta ^{2}*x+t)/\beta ))^{2}))}